# تپه بزقلعه
تپه بزقلعه مربوط به سدهٔ ۹–۳ ه‍.ق است و در شهرستان چناران، بخش گلبهار، دهستان گلمکان، ۵۰۰ متری شمال شرق روستای نوزاد واقع شده و این اثر در تاریخ ۱۸ اسفند ۱۳۸۷ با شمارهٔ ثبت ۲۴۹۷۹ به‌عنوان یکی از آثار ملی ایران به ثبت رسیده‌است.